# Javier Rosas
Javier Rosas Sierra (Guadalajara, 25 de dezembro de 1974) é um triatleta profissional mexicano.

Javier Rosas representou seu país nas Olimpíadas de 2004 ficando em 44º.